# Kaarlo Vasama
Kaarlo Hjalmar "Kalle" Vasama (født 20. november 1885 i Tampere, død 12. november 1926 smst) var en finsk gymnast, som deltog i OL 1912 i Stockholm.
Vasama var en del af det finske hold, der stillede op i frit system ved OL 1912. Holdet bestod af tyve gymnaster, og i en tæt konkurrence vandt Norge med 22,85 point, mens Vasama og Finland blev nummer to med 21,85 og Danmark nummer tre med 21,25 point.